# Hugo Nicolás Barbaro
Hugo Nicolás Barbaro (Vicente López, 12 de diciembre de 1950) es un obispo de la Iglesia católica. Fue elegido obispo de San Roque de Presidencia Roque Sáenz Peña el 22 de abril de 2008.

## Biografía

### Primeros años y formación
Nacido en Vicente López, Hugo Nicolás Barbaro egresó de la Facultad de Medicina de la Universidad de Buenos Aires en 1973 como doctor en Medicina, y de la Universidad de Navarra en 1980 como licenciado en Filosofía.

### Sacerdocio
Fue ordenado sacerdote el 15 de agosto de 1980, en el Santuario de Torreciudad, España, como miembro de la prelatura de la Santa Cruz y Opus Dei.

### Episcopado
El 22 de abril de 2008, fue nombrado obispo de San Roque de Presidencia Roque Sáenz Peña. Recibió su consagración episcopal el 4 de julio siguiente por Jorge Mario Bergoglio, arzobispo de Buenos Aires, más tarde papa Francisco, en tanto que oficiaron como obispos co-consagrantes el obispo emérito de San Roque de Presidencia Roque Sáenz Peña, José Lorenzo Sartori, y el obispo de la diócesis de Santiago del Estero, Francisco Polti Santillán. Es miembro de las comisiones de Catequesis y Pastoral Bíblica, y de Educación Católica en la Conferencia Episcopal Argentina.